# ساندر ده خراف
ساندر ده خراف (هلندی: Sander de Graaf؛ زادهٔ ۱۳ ژوئن ۱۹۹۵) قایقران روئینگ اهل هلند است.
وی در مسابقات کشوری و بین‌المللی در مجموع برندهٔ ۱ مدال طلا، ۲ مدال نقره، ۲ مدال برنز شده است.